# Lucien Josiah
Lucien Josiah (* 16. Juli 1958) ist ein ehemaliger botswanischer Sprinter.
Er schied bei den Olympischen Spielen 1980 in Moskau in den Wettbewerben über 100 und 200 Meter im Vorlauf aus.